# وندو (کالیفرنیا)
وندو، کالیفرنیا (به انگلیسی: Venado, California) یک محدوده ثبت‌نشده در ایالات متحده آمریکا است که در شهرستان سونوما، کالیفرنیا واقع شده‌است.

## خصوصیات
وندو ۳۳۵٫۸۹ متر بالاتر از سطح دریا واقع شده‌است.

## نگارخانه

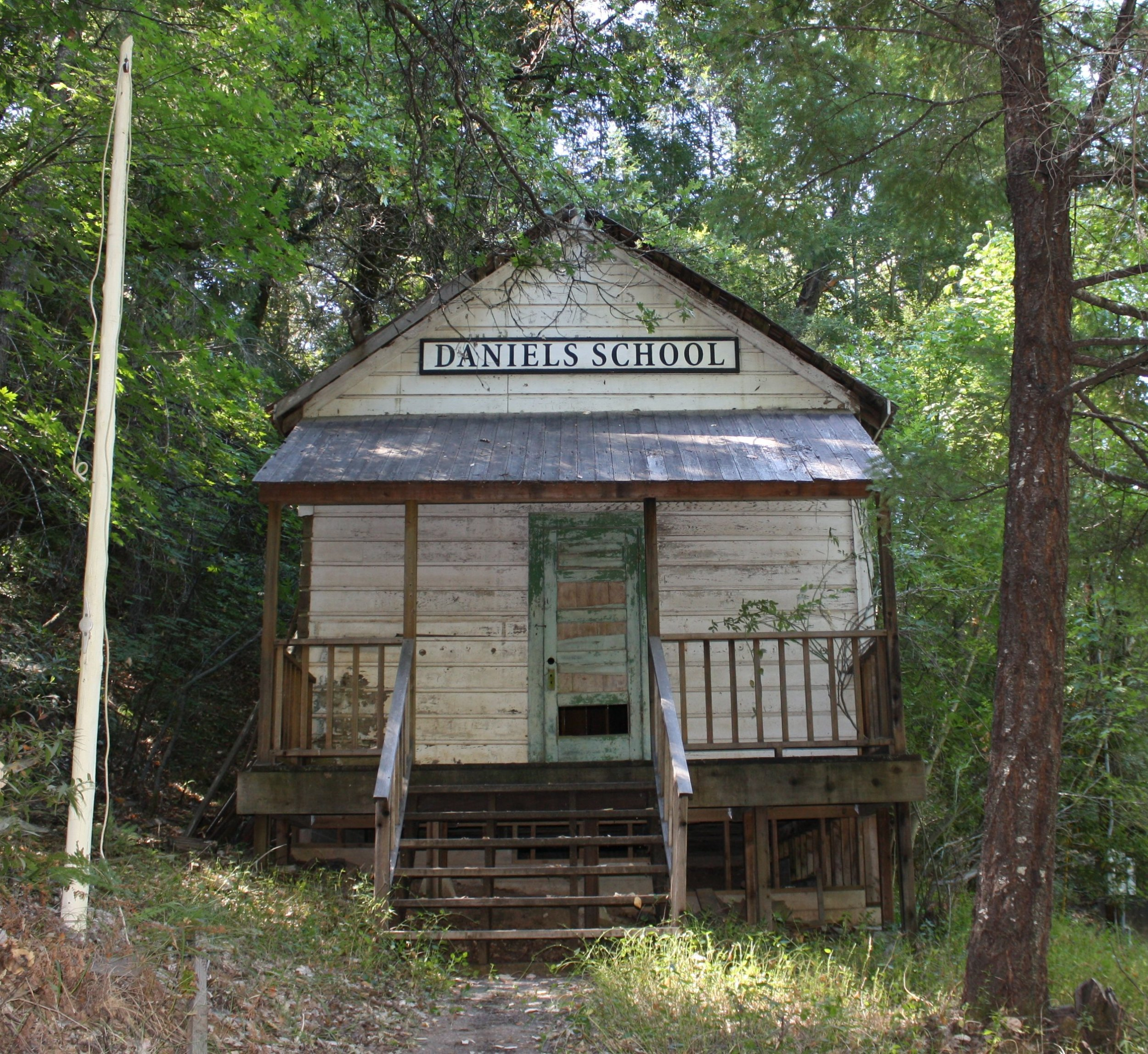
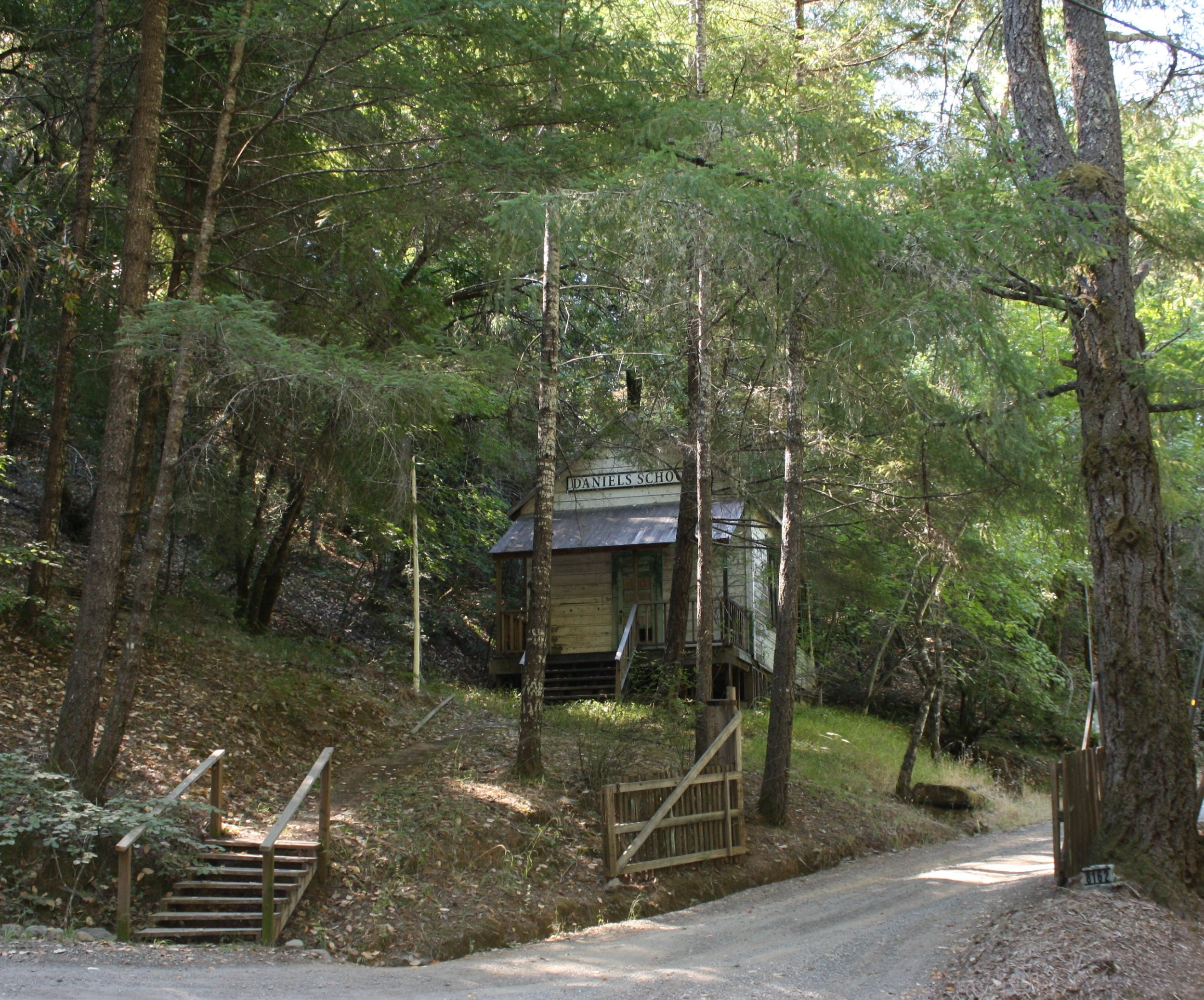
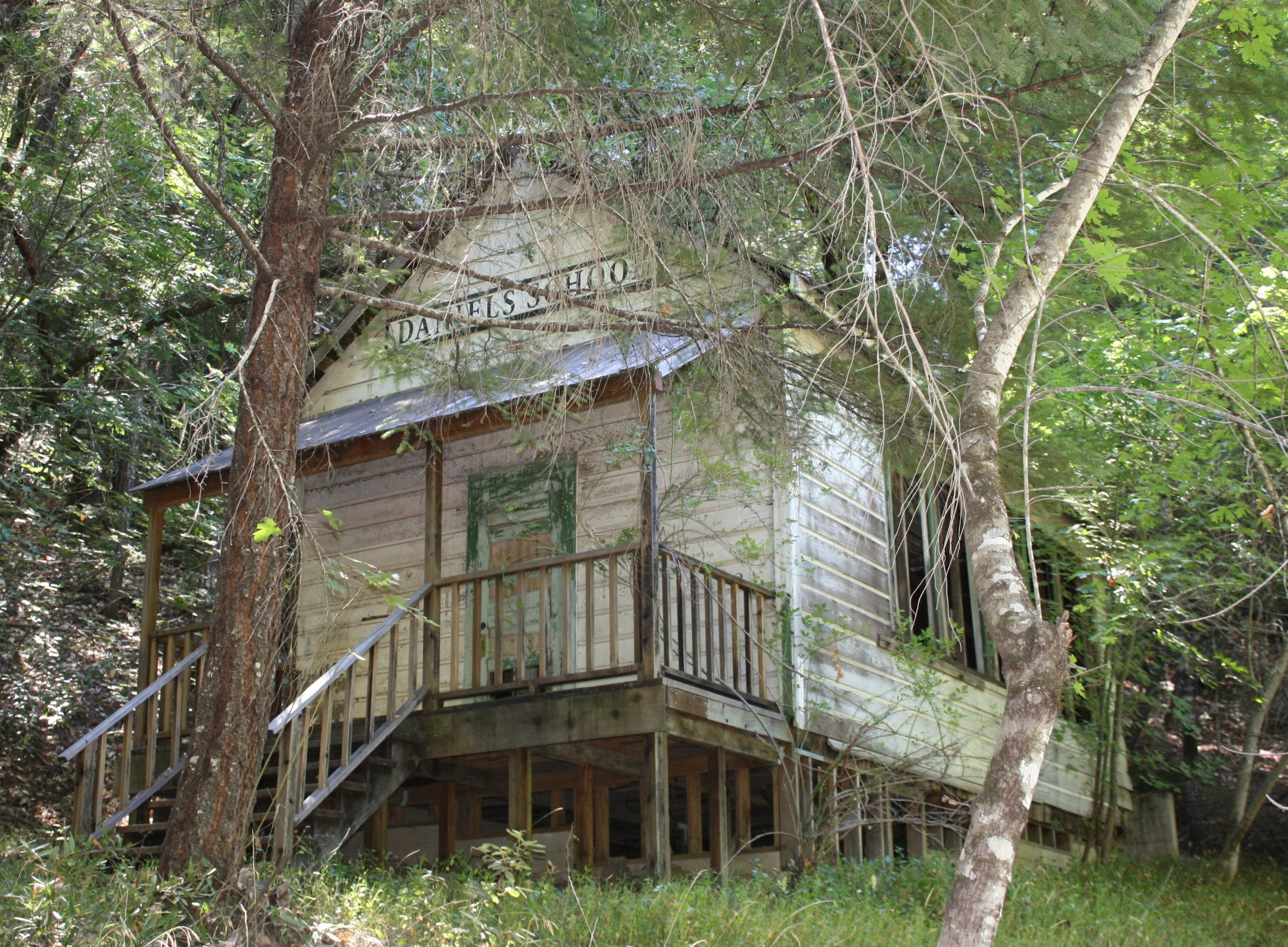
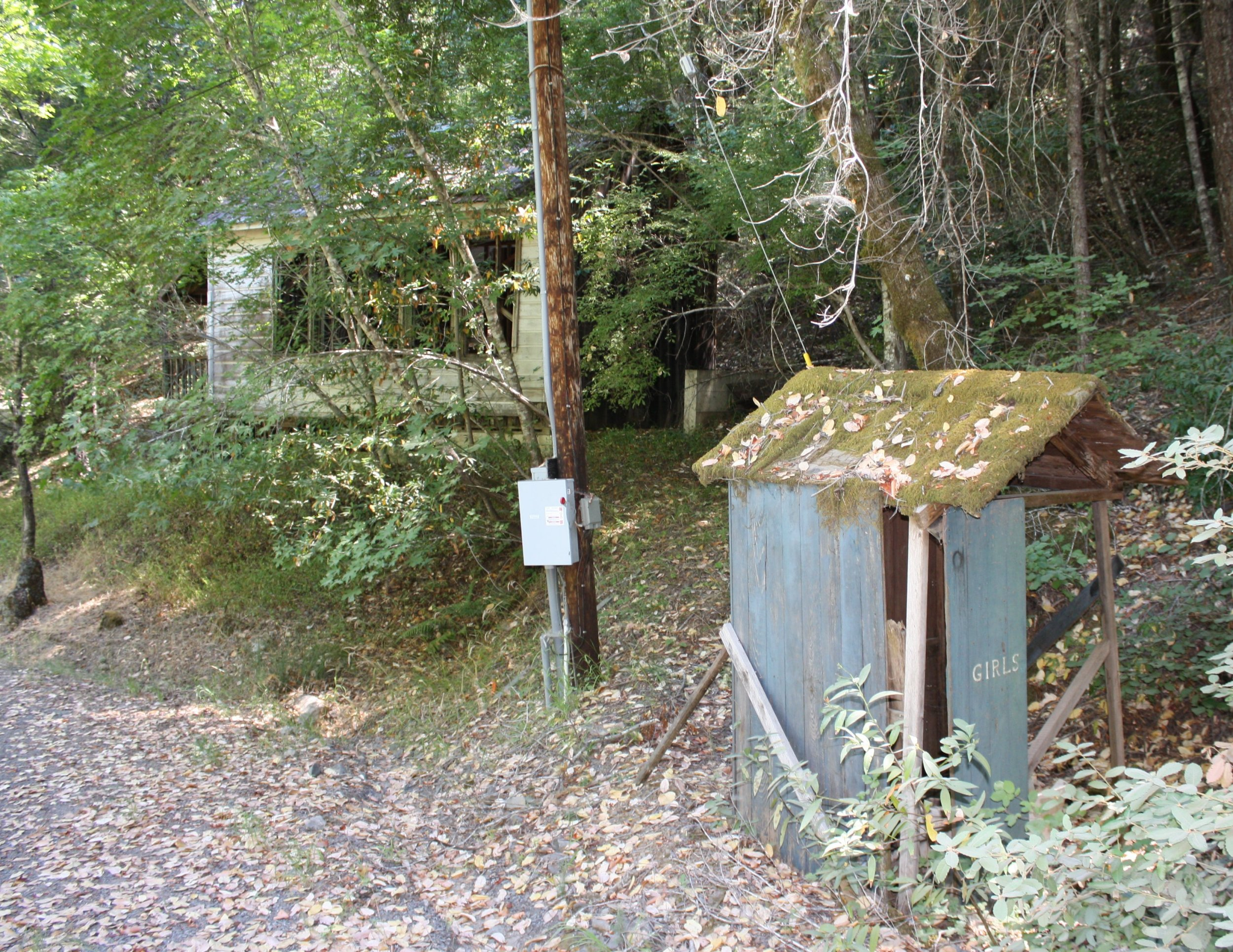
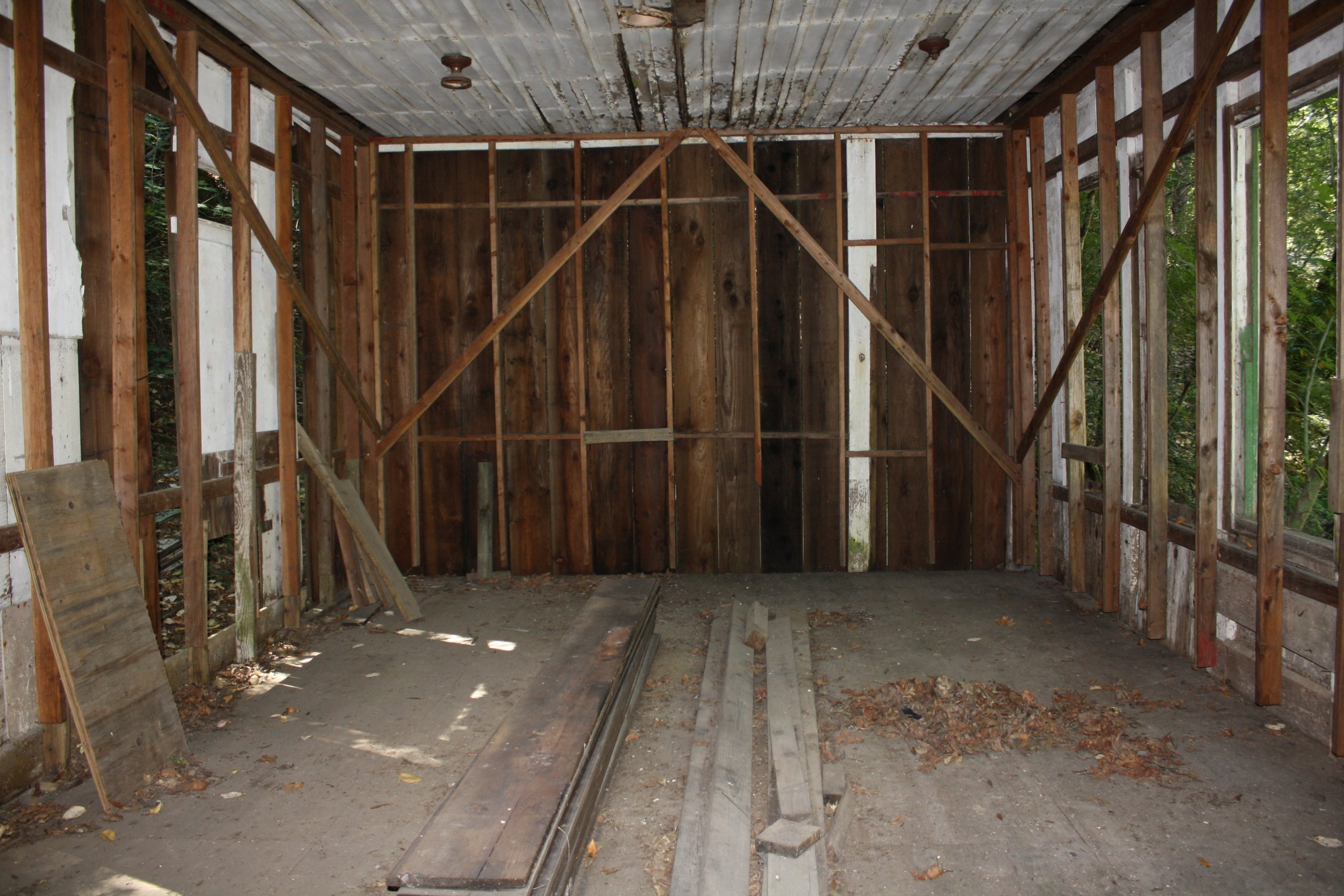
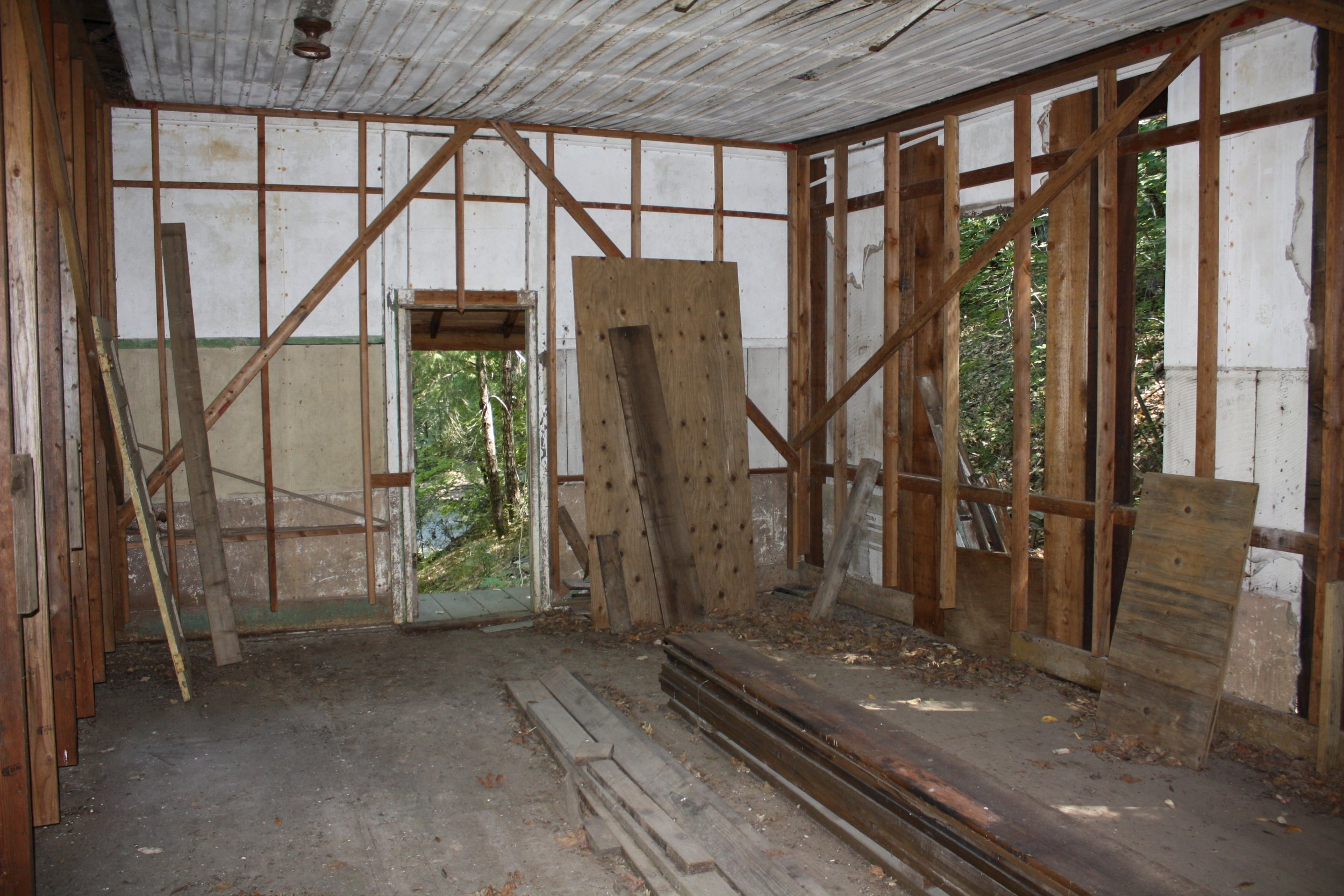
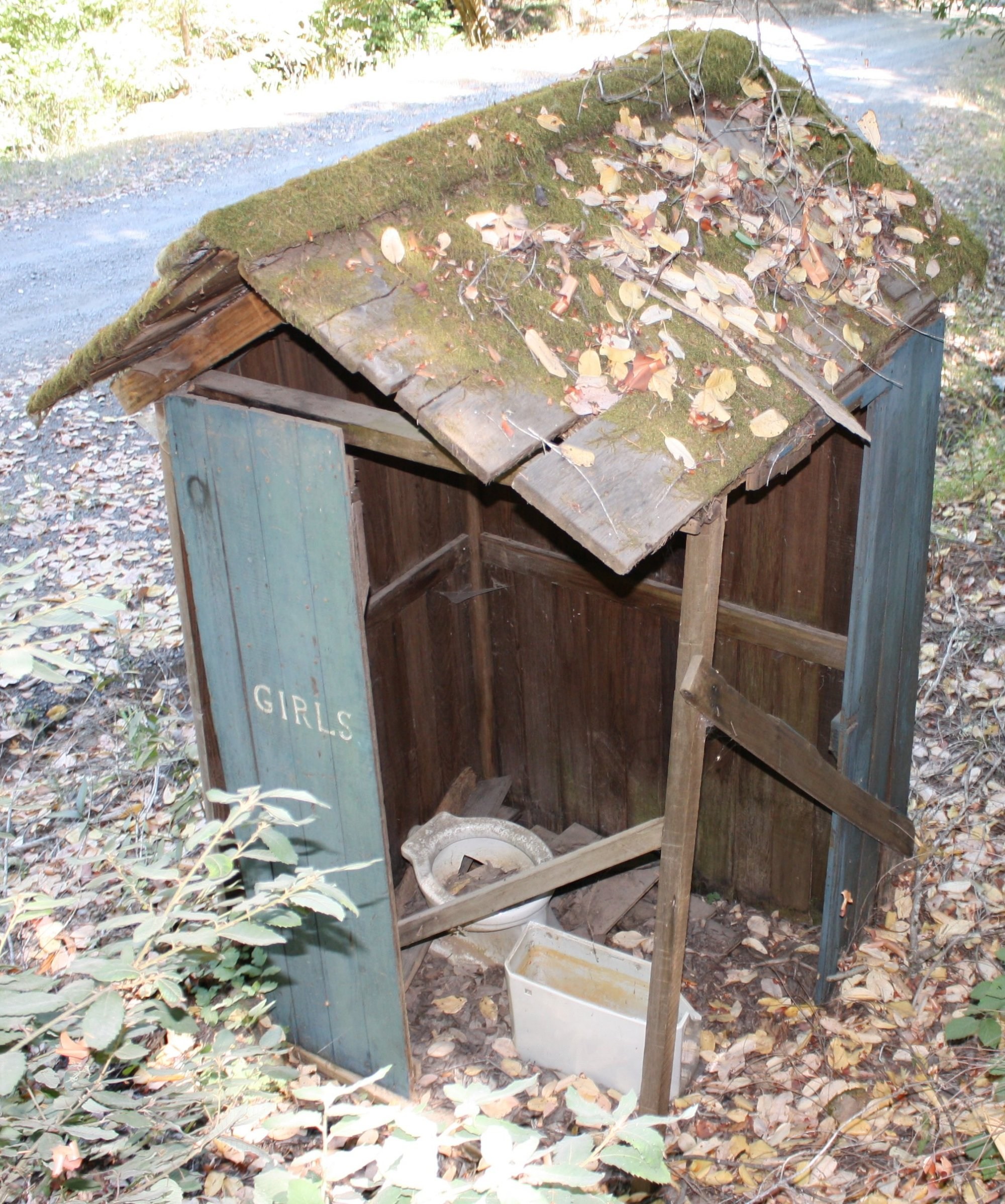
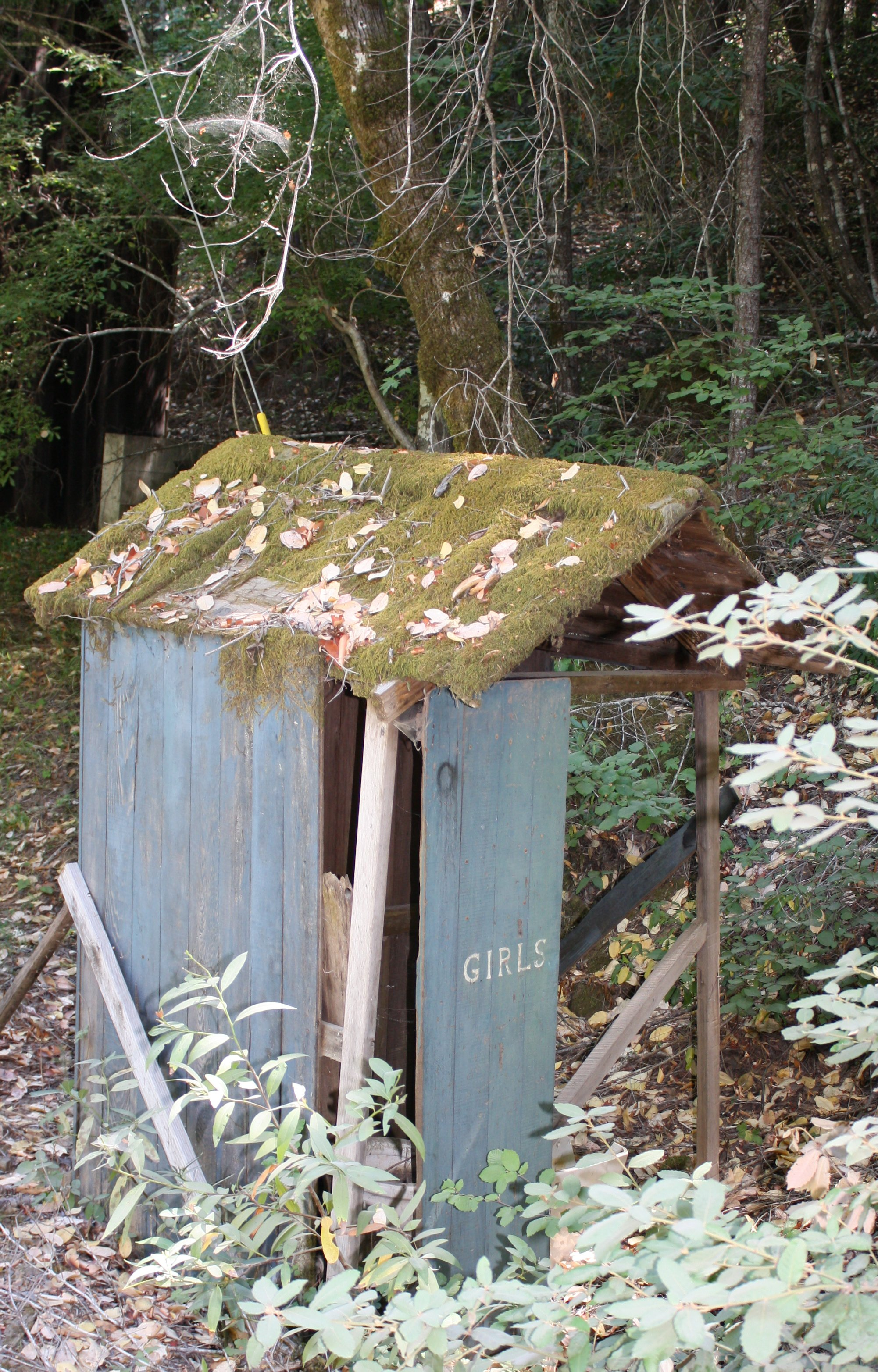
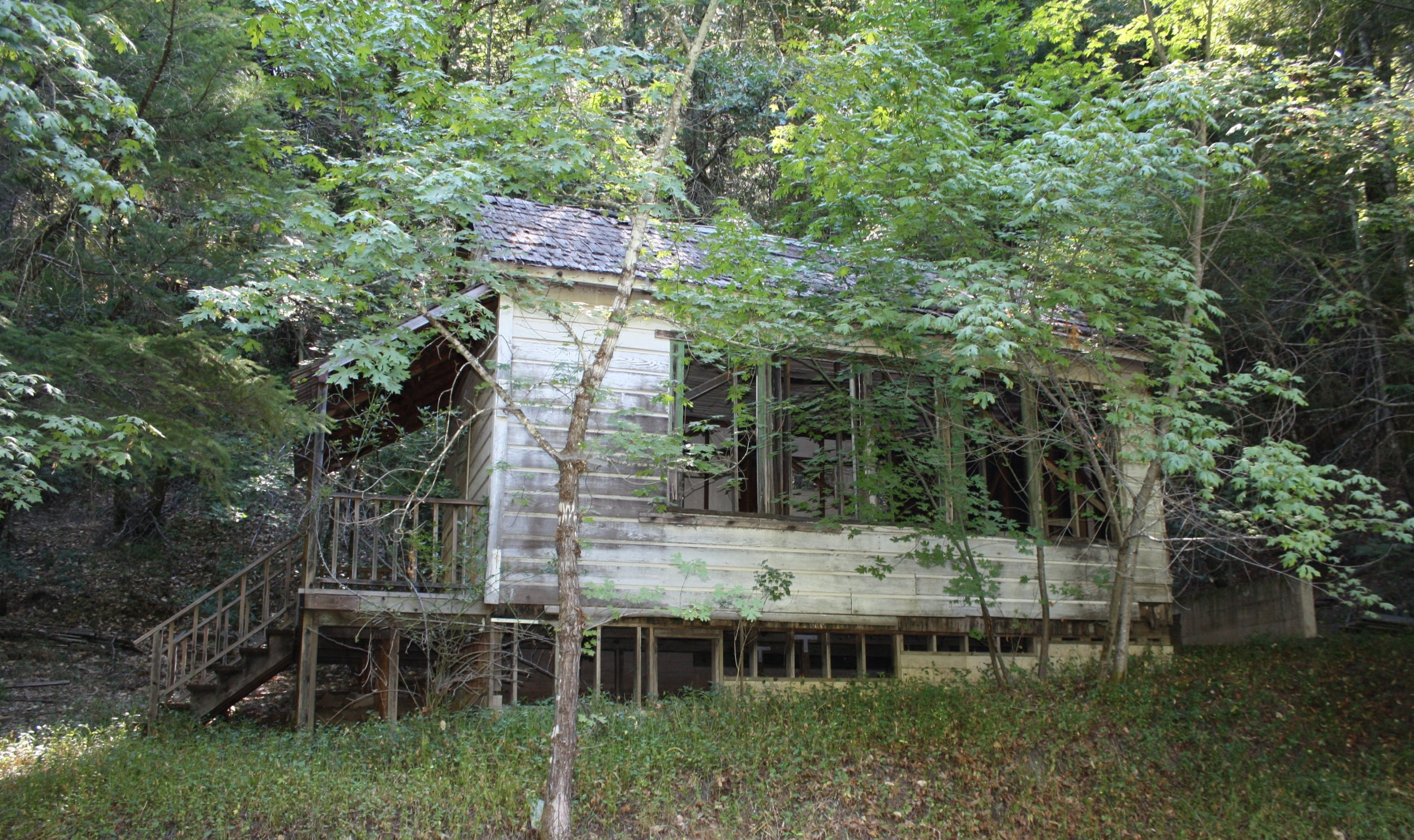